# 佐賀県立ろう学校
佐賀県立ろう学校（さがけんりつ ろうがっこう）は、佐賀県佐賀市鍋島町森田にある県立聾学校。

## 概要
歴史
1924年（大正13年）に盲唖教授所と佐賀盲学院が統合され「私立佐賀盲唖学校」として開校。佐賀県立盲学校と分離し、現校名になったのは1947年（昭和22年）。2014年（平成26年）に創立90周年を迎えた。
学部
- 幼稚部
- 小学部
- 中学部
- 高等部
  - 被服科
  - 産業工芸科
  - 理容科(今は休科)

校訓
「健やか、和やか、伸びやか」
校章
中央に「佐」の文字を置いている。

## 沿革
- 1924年（大正13年）
  - 4月1日 - 盲学校及聾唖学校令が施行される。
  - 10月23日 - 盲唖教授所と佐賀盲学院が統合され、「私立佐賀盲唖学校」として開校[1][2]。
- 1925年（大正14年）
  - 1月13日 - 佐賀市水ヶ江町124番地の民家を仮校舎として授業を開始[1][2]。
  - 6月10日 - 初等科（修業年限6年）と中等部鍼按科（修業年限4年）の設置が文部省により認可される[1][2][3]。
- 1929年（昭和4年）2月 - 佐賀市水ヶ江町418番12号に新校舎が完成し移転を完了[2]。
- 1933年（昭和8年）4月1日 - 唖部中等部の授業を開始[2]。
- 1934年（昭和9年）4月1日 - 佐賀県に移管され、「佐賀県立盲唖学校」に改称[1][2]。
- 1941年（昭和16年）4月1日 - 被服科と木材工芸科を設置[2]。
- 1945年（昭和20年）
  - 8月5日夜 - 佐賀空襲により校舎全焼、備品・書類が焼失。龍谷中学校の校舎を借用し授業を再開[1][2][3]。
  - 9月 - 佐賀市上芦町の民家と高木町の願正寺にて授業を再開[1][2][3]。
- 1946年（昭和21年）9月 - 大和町の春日山道場に移転[2]。
- 1947年（昭和22年）
  - 4月1日 - 学校教育法が公布され、「佐賀県立ろう学校」と「佐賀県立盲学校」に分離。小学部、中学部、高等部を設置[1][2][3]。
  - 9月 - 佐賀市上多布施町433番地にあった日東航機青年学校跡に移転、以後校舎・寄宿舎を順次増築[1][2]。
- 1952年（昭和27年）4月1日 - 高等部に理容科を設置[1][2]。
- 1966年（昭和41年）
  - 6月 - 鉄筋コンクリート造3階建ての新校舎（本館）が竣工[1][2]。
  - 10月 - 佐賀市鍋島町森田の新校舎（現校舎）に移転を完了[1][2]。
- 1967年（昭和42年）4月 - 幼稚部設置が認可[1][2]。
- 1969年（昭和44年）4月 - 幼稚部を開設[1][2]。
- 1982年（昭和57年）4月1日 - 木材工芸科を産業工芸科に改称[2]。

## 交通
最寄りの鉄道駅
- JR九州 長崎本線 「鍋島駅」

最寄りのバス停
- 佐賀市営バス 「江頭」バス停

最寄りの国道・県道
- 国道34号（佐賀バイパス）「東新庄」交差点
- 佐賀県道248号鍋島停車場線東山田線

## 周辺
- SAGAサンライズパーク馬術場
- 佐賀市立開成小学校